# Лінгвістичне програмне забезпечення
Лінгвістичне програмне забезпечення — комп'ютерні програми і дані, які призначені для зберігання, пошуку і обробки: аудіо і відео з мовленням, зображень (зокрема обробки зображень за допомогою технології оптичного розпізнавання рукописних і друкованих символів/текстів) і текстів на природних і штучних мовах.
Види і приклади лінгвістичного програмного забезпечення:
1. Електронні словники: Abby Lingvo (також має функції електронного перекладача)
2. програми перевірки орфографії (спелчекери — англ. spell checker): Microsoft Word, Grammarly (розробка українських програмістів)
3. програми перевірки граматики, часто вони є в складі спелчекерів
4. системи автоматичного/машинного (перекладає тільки комп'ютерна програма) і автоматизованого (за участю людини) перекладу: Google Перекладач (він має також і елементи електронного словника), PROMT, Trados, OmegaT, Wordfast та ін.
5. генератори тексту, переважно системи штучного інтелекту (СШІ), які за певними алгоритмами створюють тексти
6. програми розпізнавання мовлення
7. програми роззначення/розмічення/розмітки/маркування текстів  і створення лінгвістичних корпусів